# Station Lelant
Lelant is een spoorwegstation van National Rail in Penwith in Engeland. Het station is eigendom van Network Rail en wordt beheerd door Great Western Railway27.722

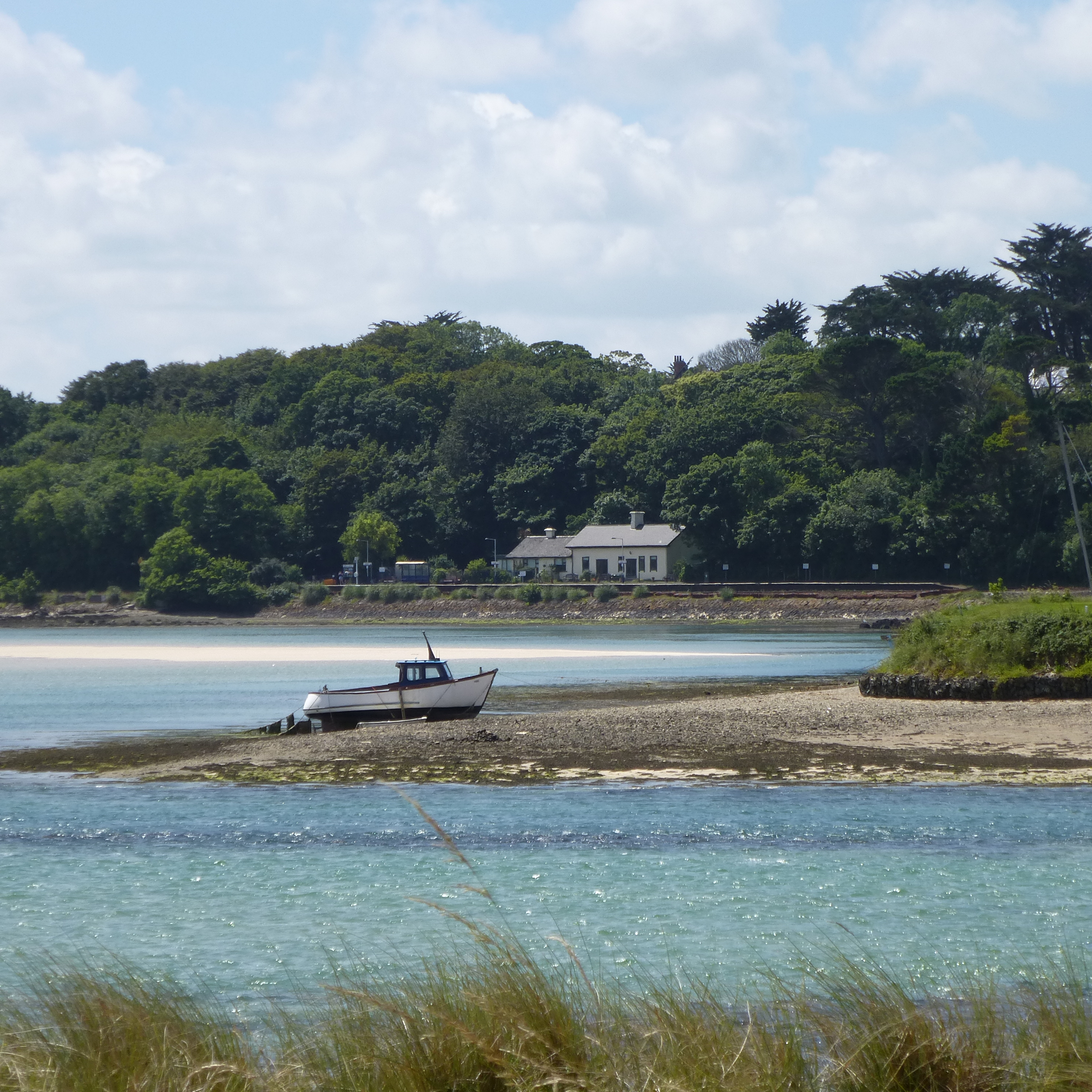
Gezicht op het station

. 